# USDA Tucson Plant Materials Center
L'USDA Tucson Plant Materials Center – ou AZPMC – est une station agronomique américaine à Tucson, dans le comté de Pima, en Arizona. Construits à compter de 1935 dans le style Pueblo Revival, les bâtiments qui l'abritent sont inscrits au Registre national des lieux historiques le 2 juillet 1997.